# Візон річковий
Візон річковий, або американська норка (Neogale vison) — хижий ссавець родини мустелових (Mustelidae). Для природи України є інвазивним видом, який поширився з фермерських господарств, де спеціально вирощувався для виробництва хутра.

## Поширення
Мешкає в Північній Америці від Аляски і Канади через усю територію США, за винятком штату Аризона і сухих частин штатів Каліфорнія, Невада, Юта, Нью-Мексико, Техас.
Ввезений в Європу, де його ареал зростає і зараз включає наступні країни: Білорусь, Бельгія, Чехія, Данія, Естонія, Фінляндія, Франція, Німеччина, Ісландія, Італія, Латвія, Литва, Чорногорія, Нідерланди, Норвегія, Польща, Португалія, Російська Федерація, Сербія, Іспанія, Швеція, Україна, Велика Британія.
Вид зустрічається вздовж річок, озер, і боліт. Віддає перевагу щільній рослинності.

## Морфологія
Морфометрія. У самців довжина голови тіла 330—430 мм довжина хвоста 158—230 мм, і вага 681—2310 грамів. У самиць голова і довжина тіла 300—400 мм, хвіст довжиною 128—200 мм, і вага 790—1089 грамів.
Опис. Шерсть м'яка і розкішна. ЇЇ загальне забарвлення варіює від насиченого коричневого до майже чорного кольору, але на черевній поверхні блідіше і може мати кілька білих плям. Розведення в неволі спричинило ряд колірних варіантів. Анальні залози випускають сильний, мускусний запах, який деякі люди вважають неприємнішим, ніж у скунсів. Самиці мають три пари молочних залоз.

## Поведінка
Робить лігво під каменями або корінням дерев, пристосовує нори бобра або ондатри, або сам копає нори. Такі нори можуть бути приблизно 3 метри в довжину й 1 метр вглиб від поверхні й мати один або кілька входів трохи вище від рівня води. Neovison vison є чудовим плавцем, може занурюватися на глибину до 5–6 метрів і може проплисти під водою близько тридцяти метрів. У першу чергу нічний і сутінковий, але іноді активний удень. Як правило має невеликий домашній діапазон, але може здолати до 25 км за одну ніч при нестачі їжі. Суто м'ясоїдний. Типова здобич: риба, земноводні, ракоподібні, ондатри, полівки та інші дрібні ссавці.

## Життєвий цикл
Самиці поліеструсні, але є тільки один виводок в рік. Парування відбувається з лютого по квітень, народження дітей в кінці квітня і на початку травня. Через різний період затримки імплантації заплідненої яйцеклітини, вагітність може тривати від 39 до 78 днів. Фактичний ембріональний розвиток займає 30–32 днів. Середнє число дитинчат — 5 і коливається від 2 до 10. Молодь народжується в гнізді, встеленім хутром, пір'ям і сухою рослинністю. Вони сліпі й голі при народженні, очі відкриваються через 5 тижнів, вони перестають ссати матір на 5-6 тиждень, залишають лігво й починають полювати на 7-8 тиждень і відділяються від матері восени. Самиці досягають ваги дорослої тварини за 4 місяці та досягають статевої зрілості за 12 місяців, самці досягають ваги дорослого звіра за 9–11 місяців, а статевої зрілості за 18 місяців. Потенційна тривалість життя становить 10 років.

## Етимологія
Видова назва vison має сумнівне походження, ймовірно, походить від шведського слова vison, що означає «різновид мустел».